# Edwin Vurens
Edwin Vurens (* 6. Juni 1968 in Stompwijk) ist ein niederländischer ehemaliger Fußballspieler und heutiger Trainer. Er spielte in der Eredivisie für Sparta Rotterdam, den FC Twente und Roda JC; später war er in der Nationalliga A beim FC St. Gallen aktiv und wurde mit Servette FC Genève Schweizer Meister und Pokalsieger. Er machte außerdem ein Länderspiel in der niederländischen Nationalmannschaft.

## Vereinskarriere
Vurens begann seine Laufbahn in seinem Heimatdorf bei den Stompwijkse Boys und kam über die RKAVV aus Leidschendam 1986 zu Sparta Rotterdam, wo er in der Saison 1987/88 sein Profidebüt gab und in 15 Spielen 2 Tore erzielte. Seine torreichste Saison in Rotterdam war 1991/92; 14-mal traf der im Sturm oder im offensiven Mittelfeld eingesetzte Vurens in 32 Spielen in den gegnerischen Kasten. Nach 12. und 13. Plätzen in der Eredivisie erreichten die Spartaner 1993 den achten Platz, woran Vurens mit fünf Treffern in 18 Spielen der Hinrunde seinen Anteil hatte. Er erregte die Aufmerksamkeit des Ligakonkurrenten FC Twente, wohin er in der Winterpause 1992/93 wechselte.
Bei den Enschedern machte er in zweieinhalb Jahren 80 Ligaspiele, in denen er 21 Tore erzielte. Twente wurde mit ihm dreimal Fünfter und spielte zwei Saisons im UEFA Cup, schied jedoch jeweils in der ersten Runde aus; Vurens erzielte 1993 gegen Bayern München und 1994 gegen Kispest Honvéd FC jeweils ein Tor. In dieser Zeit wurde er auch Nationalspieler. In der Saison 1995/96 machte er noch ein Pokalspiel mit dem FC Twente, ehe er zu Roda JC nach Kerkrade wechselte.
Mit Roda spielte er unter Trainer Huub Stevens ebenfalls zwei Saisons im UEFA Cup; 1996 erzielte er dabei ein Tor gegen den späteren UEFA-Pokalsieger Schalke 04. In der Ehrendivision erreichte er 1996 mit Roda Platz vier. Nachdem Stevens den Verein verlassen hatte, wechselte auch Vurens den Arbeitgeber; er ging in die Schweiz zum FC St. Gallen, wo er in der Saison 1996/97 noch sechs Spiele absolvierte.
Mit St. Gallen erreichte er 1998 den Schweizer Cupfinal, in dem er zwei Treffer zur 2:0-Führung erzielte. Nachdem Vurens anschliessend einen Penalty verschossen hatte, konnte Lausanne-Sports ausgleichen und gewann den Final nach Penaltyschiessen. Mit Servette, wohin er während der folgenden Saison wechselte, wurde er gleich in der Spielzeit 1998/99 Schweizer Meister. In seiner letzten Saison 2000/01 in Genf konnte er verletzungsbedingt nur zwölfmal auflaufen, wurde aber mit Servette Cupsieger. Anschliessend beendete Vurens seine aktive Laufbahn.

### Stationen
als Profifußballer
- Sparta Rotterdam (Eredivisie 1987–1992, 147 Einsätze/34 Tore)
- FC Twente (Eredivisie 1993–1995, 80/21; UEFA-Pokal 4/2; KNVB-Pokal 8/4)
- Roda JC (Eredivisie 1995–1997, 56/10; UEFA-Pokal 6/1; KNVB-Pokal 7/5)
- FC St. Gallen (Nationalliga A 1997–1999, 56/15)
- Servette FC Genève (Nationalliga A 1998–2001, 49/13)

## Nationalmannschaft
Im Februar 1995 erhielt der gerade als Bondscoach verpflichtete Guus Hiddink acht Absagen von Ajax-Spielern, die er zum Freundschaftsspiel gegen Portugal berufen hatte, da deren Spielkalender zu voll war. Einen der Ersatzleute fand er beim FC Twente: Edwin Vurens. Am 22. Februar 1995 durfte Vurens in der Startformation der Elftal auflaufen und gab damit in diesem Spiel ebenso sein Debüt in Oranje wie Frank Verlaat und Michel Kreek. Den Endstand von 0:1 stellten die Portugiesen schon in der 8. Minute her. Vurens, im Verein meist auf der linken Seite, spielte auf der ungewohnten Rechtsaußenposition. In der Halbzeit wurde er gegen den ebenfalls erstmals in der Nationalmannschaft eingesetzten Kerkrader Eric van der Luer ausgewechselt. Die 45 Minuten gegen Portugal blieben sein einziger Länderspieleinsatz. Allerdings durfte er später noch einmal gegen die Nationalmannschaft spielen – in einem Testspiel der Niederlande gegen Servette.

## Erfolge
- Schweizer Meister 1999 (mit Servette FC Genève)
- Schweizer Cupsieger 2001 (mit Servette FC Genève)

## Trainer
Vurens betreute nach seiner aktiven Laufbahn mehrere niederländische Amateurvereine, so in der Saison 2005/06 den FC Zoetermeer und ab 2007 in der Hoofdklasse, der dritten Liga der Niederlande, den VUC aus Den Haag. In der Saison 2009/10 war er ebenfalls in der höchsten Amateurklasse Trainer der SV ARC in Alphen aan den Rijn; sein Vertrag dort lief bis 2012. Zuletzt, Januar bis Juni 2024, war er Interimstrainer der Alphense Boys.